# Richland Hills (Texas)
Richland Hills es una ciudad ubicada en el condado de Tarrant en el estado estadounidense de Texas. En el Censo de 2010 tenía una población de 7801 habitantes y una densidad poblacional de 958,31 personas por km².

## Geografía
Richland Hills se encuentra ubicada en las coordenadas 32°48′37″N 97°13′36″O / 32.81028, -97.22667. Según la Oficina del Censo de los Estados Unidos, Richland Hills tiene una superficie total de 8.14 km², de la cual 8.13 km² corresponden a tierra firme y (0.1%) 0.01 km² es agua.

## Demografía
Según el censo de 2010, había 7801 personas residiendo en Richland Hills. La densidad de población era de 958,31 hab./km². De los 7801 habitantes, Richland Hills estaba compuesto por el 83.96% blancos, el 2.5% eran afroamericanos, el 0.82% eran amerindios, el 1.33% eran asiáticos, el 0.38% eran isleños del Pacífico, el 7.56% eran de otras razas y el 3.44% pertenecían a dos o más razas. Del total de la población el 19.11% eran hispanos o latinos de cualquier raza.